# Soutisk

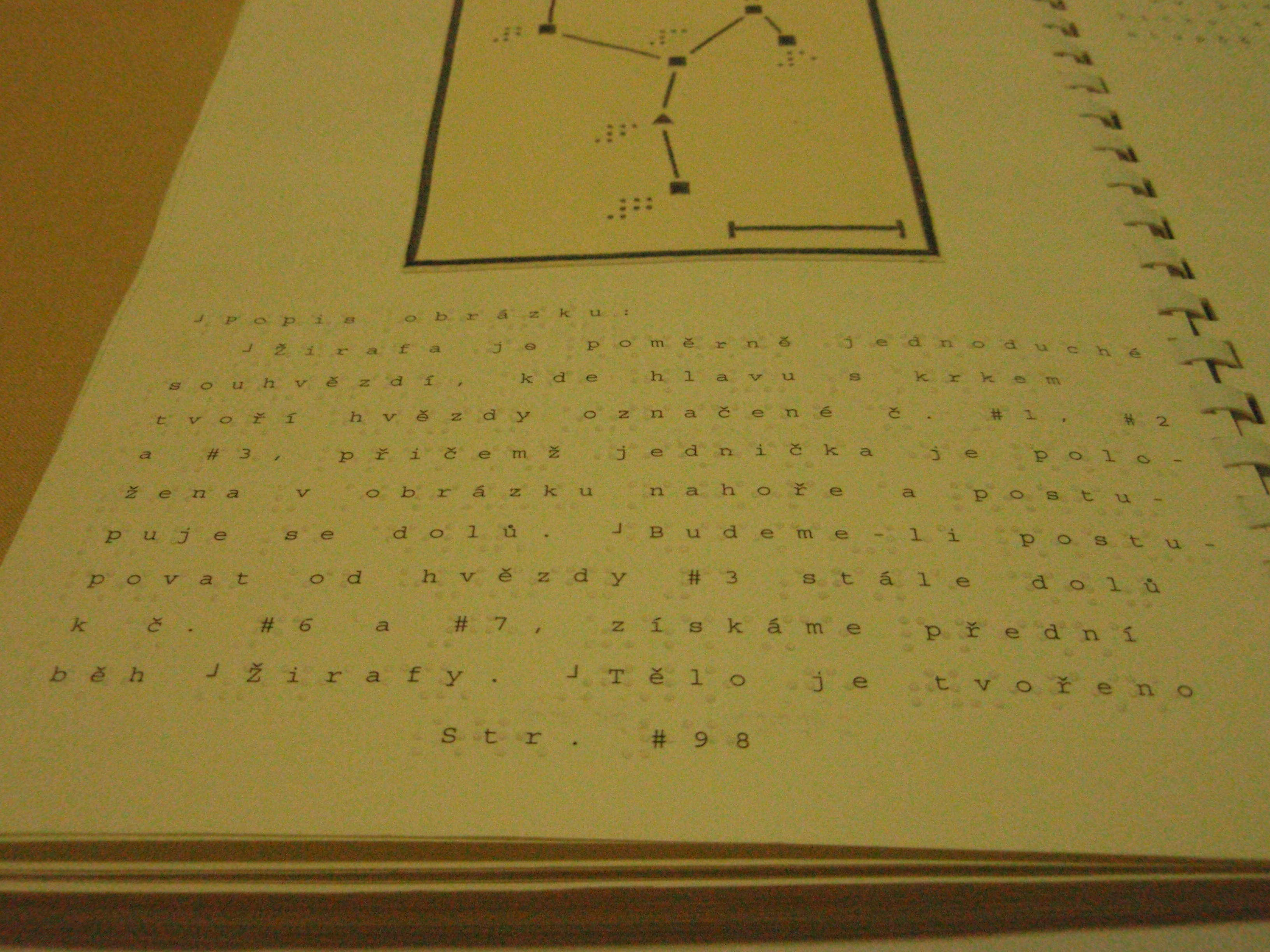
Kniha vytvořená pomocí technologie soutisku

Soutisk je v grafice přesné krytí tiskových prvků a barev při vícenásobném naložení archu nebo při průchodu několika tiskovými jednotkami. Přesnost soutisku je vyjadřována velikostí odchylky jednotlivých otisků proti sobě. Při nepřesném soutisku působí tisk jako rozostřený. Technika sloužící k přesnému sjednocení všech barev použitých při tisku.
Při výrobě materiálů v Braillově bodovém písmu vzniká text, který je dobře čitelný i pro osoby, jež toto kódování neovládají. Nejdříve je vytvořena černotisková verze (s odpovídajícím rozmístěním znaků), následně se na braillské tiskárně na ten samý list vytlačí i hmatová verze dokumentu. Ve výsledku je tedy každý znak v Braillově písmu doprovázen znakem v černotisku. Technologie se používá zvláště tam, kde je potřeba, aby se v dokumentu dobře orientovala vidící osoba (často se jedná např. o matematické texty). Čtení je mnohonásobně rychlejší i v případě, kdy člověk, který dokument vizuálně kontroluje, Braillovo písmo ovládá.